# 马牧镇
马牧乡，是中华人民共和国河南省商丘市永城市下辖的一个乡镇级行政单位。

## 行政区划
马牧乡下辖以下地区：
马牧村、霍土楼村、夏堂林村、两口村、丁三楼村、乔楼村、丁路口村、赵庄村、马庄村、西董楼村、郑寨村、宋王庄村、郑东村、郑西村、东霍村、西霍村、丁寨村、荣庄村、丁老家村、丁大庄村、桑李庄村、歧麦村、卜北村、五子楼村、董楼村、卜南村、候洼村、王庄村、付小楼村和程各村。